# André Vallet (dessinateur)
Pour les articles homonymes, voir André Vallet et Vallet.
 (novembre 2018).
André Vallet, né en 1869 et mort en 1949, est un illustrateur, dessinateur de bande dessinée et peintre français.
Il est le créateur de L'Espiègle Lili.

## Biographie
André Vallet est spécialisé dans l’illustration de récits militaires et de récits pour la jeunesse. Il collabore à Fillette, où il crée en 1909, avec le scénariste Jo Valle, la bande dessinée L'Espiègle Lili. Il en assure le dessin jusqu’en 1917.
Dans Lili, en 1929, il crée Ninette et Cloclo, que dessine René Giffey. Dans L’Intrépide, en 1910, il crée, avec Jo Valle au scénario, Bison Noir du Far-West.
Il collabore par ailleurs au Journal comique, à Sans Soucis, etc.